# Still So Far to Go: The Best of Chris Rea
Still So Far to Go: The Best of Chris Rea – album kompilacyjny angielskiego muzyka Chrisa Rei, który wydany został w roku 2009. Na płycie znalazły się utwory powstałe na przestrzeni całej kariery gitarzysty, włącznie z tymi ostatnimi, które nawiązują do korzeni muzyki bluesowej. Na składance znalazły się także dwie premierowe kompozycje: „Come So Far, Yet Still So Far to Go” oraz „Valentino”. Pierwszy z nich opublikowany został jako singiel w październiku 2009 roku, który miał promować kompilację, jednak na listach nie odniósł sukcesu. Sam album okazał się sukcesem komercyjnym, na Wyspach płyta dotarła do miejsca 8, co było pierwszą ‘wizytą’ Brytyjczyka od 10 lat na tych listach w Top 10. Wcześniej to jego czternasta płyta studyjna – The Blue Cafe (1998) – znalazła się w czołówce zestawiania.

## Promocja wydawnictwa
W roku 2010 Rea wyruszył w europejską trasę koncertową pod szyldem Still So Far to Go. Wokalista 16 lutego 2010 roku wystąpił na warszawskim Torwarze. the tour ended on April 5 in Belfast.

## Lista utworów
Wszystkie kompozycje autorstwa Chrisa Rea.

### CD 1
| 1.  | "Fool (If You Think It’s Over)"         | 4:07    |
|     |                                         |         |
| 2.  | "On the Beach"                          | 3:46    |
|     |                                         |         |
| 3.  | "Let’s Dance"                           | 4:17    |
|     |                                         |         |
| 4.  | "Diamonds"                              | 4:11    |
|     |                                         |         |
| 5.  | "Loving You"                            | 3:48    |
|     |                                         |         |
| 6.  | "I Can Hear Your Heartbeat"             | 3:26    |
|     |                                         |         |
| 7.  | "I Don’t Know What It Is But I Love It" | 3:37    |
|     |                                         |         |
| 8.  | "Stainsby Girls"                        | 4:08    |
|     |                                         |         |
| 9.  | "Josephine”                             | 4:36    |
|     |                                         |         |
| 10. | "It’s All Gone"                         | 4:11    |
|     |                                         |         |
| 11. | "Loving You Again"                      | 4:27    |
|     |                                         |         |
| 12. | "Joys of Christmas"                     | 5:05    |
|     |                                         |         |
| 13. | "Driving Home for Christmas"            | 4:02    |
|     |                                         |         |
| 14. | "Working On It"                         | 4:27    |
|     |                                         |         |
| 15. | "Tell Me There’s a Heaven"              | 6:03    |
|     |                                         |         |
| 16. | "Heaven"                                | 4:12    |
|     |                                         |         |
| 17. | "Looking for the Summer"                | 5:06    |
|     |                                         |         |
| 18. | "Come So Far, Yet Still So Far To Go"   | 4:14    |
|     |                                         |         |
|     |                                         | 1:17:43 |
|     |                                         |         |

### CD 2
| 1.  | "The Road To Hell (pt. 2)”          | 4:33    |
|     |                                     |         |
| 2.  | "Auberge"                           | 4:43    |
|     |                                     |         |
| 3.  | "Winter Song"                       | 4:37    |
|     |                                     |         |
| 4.  | "Nothing to Fear"                   | 4:30    |
|     |                                     |         |
| 5.  | "God’s Great Banana Skin"           | 5:21    |
|     |                                     |         |
| 6.  | "Julia"                             | 3:57    |
|     |                                     |         |
| 7.  | "You Can Go Your Own Way"           | 3:59    |
|     |                                     |         |
| 8.  | "When the Grey Sky Turns to Blue"   | 3:44    |
|     |                                     |         |
| 9.  | "The Blue Cafe"                     | 4:02    |
|     |                                     |         |
| 10. | "New Times Square"                  | 4:01    |
|     |                                     |         |
| 11. | "Stony Road"                        | 5:32    |
|     |                                     |         |
| 12. | "Easy Rider"                        | 4:50    |
|     |                                     |         |
| 13. | "Blue Street"                       | 7:09    |
|     |                                     |         |
| 14. | "Somewhere Between Highway 61 & 49" | 6:09    |
|     |                                     |         |
| 15. | "The Shadow of a Fool"              | 3:58    |
|     |                                     |         |
| 16. | "Valentino"                         | 4:30    |
|     |                                     |         |
|     |                                     | 1:15:35 |
|     |                                     |         |

## Pozycje na listach
| Kraj            | Lista (2009)         | Pozycja |
| --------------- | -------------------- | ------- |
| Wielka Brytania | UK Albums Chart      | 8       |
| Szwecja         | Sverigetopplistan    | 10      |
| Grecja          | IFPI Greece          | 16      |
| Niemcy          | Media Control Charts | 37      |
| Belgia          | Ultratop             | 78      |

| Kraj   | Lista (2013) | Pozycja |
| ------ | ------------ | ------- |
| Polska | OLiS         | 40      |